# Coupe d'Europe de hockey sur glace 1975-1976
Navigation
Coupe d'Europe 1974-1975 Coupe d'Europe 1976-1977
La Coupe d'Europe de hockey sur glace 1975-1976 fut la 11e édition de la Coupe d'Europe de hockey sur glace, première compétition européenne de club organisé par l'IIHF. La compétition se déroula du 13 novembre 1975 au 9 décembre 1977.

## Premier tour
| Équipe 1         | Score     | Équipe 2              |
| ---------------- | --------- | --------------------- |
| CP Berne         | 5:2, 6:5  | Ferencvárosi TC       |
| SG Cortina       | 3:1, 1:12 | Düsseldorfer EG       |
| Tilburg Trappers | 4:3, 1:5  | HK Olimpija Ljubljana |
| ATSE Graz        | forfait   | HC Saint-Gervais      |
| HK CSKA Sofia    | 0:8, 1:11 | SG Dynamo Weißwasser  |
| Gladsaxe SF      | 2:7, 0:12 | IF Frisk              |

 Tappara,  
 Brynäs IF  :  qualifiés d'office

## Deuxième tour
| Équipe 1        | Score     | Équipe 2              |
| --------------- | --------- | --------------------- |
| CP Berne        | 4:1, 8:3  | ATSE Graz             |
| IF Frisk        | 3:6, 1:14 | SG Dynamo Weißwasser  |
| Düsseldorfer EG | forfait   | HK Olimpija Ljubljana |
| Tappara         | forfait   | Brynäs IF             |

## Troisième tour
| Équipe 1             | Score    | Équipe 2        |
| -------------------- | -------- | --------------- |
| CP Berne             | 6:3, 1:8 | Düsseldorfer EG |
| SG Dynamo Weißwasser | 2:3, 0:3 | Tappara         |

 Poldi Kladno,  
 CSKA Moscou  :  qualifiés d'office

## Demi-finale
| Équipe 1        | Score                 | Équipe 2     |
| --------------- | --------------------- | ------------ |
| Düsseldorfer EG | 5:8, 3:4              | Poldi Kladno |
| Tappara         | 2:1, 4:5 (2:4 t.a.b.) | CSKA Moscou  |

## Finale
| Équipe 1     | Score    | Équipe 2    |
| ------------ | -------- | ----------- |
| Poldi Kladno | 0:6, 2:4 | CSKA Moscou |

## Bilan
Le CSKA Moscou remporte une 7e Coupe d'Europe.